# مارکو (مجارستان)
مارکو (به مجاری:  Márkó) یک شهرداری در مجارستان است که در ناحیه وسپرم واقع شده‌است. مارکو ۳۴٫۴۱ کیلومتر مربع مساحت و ۱٬۱۵۱ نفر جمعیت دارد.